# Sycze
Sycze [ˈsɨt͡ʂɛ] est un village polonais de la gmina de Nurzec-Stacja dans le powiat de Siemiatycze et dans la voïvodie de Podlachie. Il se situe à environ 7 kilomètres au sud-ouest de Nurzec-Stacja, à 10  kilomètres à l'est de Siemiatycze et à 77 kilomètres au sud de Białystok. 